# Dęboróg
Dęboróg – polski herb szlachecki z nobilitacji, używany na Litwie i w Prusach Królewskich.

## Opis herbu[2]
Opis zgodnie z klasycznymi regułami blazonowania:
W polu błękitnym pień wykorzeniony złoty z zaćwieczonymi takimiż dwoma rogami jelenimi.
Klejnot pół dzikiego męża (Satyra) z wieńcem z powoju zielonego na głowie, trzymającego maczugę srebrną w prawicy, między dwoma rogami złotymi jelenimi.
Labry błękitne, podbite złotem.

## Najwcześniejsze wzmianki
Indygenat Zygmunta Augusta dla Jana Hayna (Heyna) z 5 kwietnia 1564.
(Herb ten, jako nadany kilka lat później niż Dęboróg II jest wg historyków, m.in. J. Szymańskiego jedną z późniejszych odmian. Pierwotny Dęboróg - bez Satyra w klejnocie - na tarczy zielonej, później czerwonej był nadany rodowi Bylczyńskich).

## Herbowni
Herb nadany indygenowanej rodzinie kalwińskiej - Heyn, Heyn-Paterson (też: Heyna, Hayn) z Prus. Zob. też biogram Jana Patersona (1640-ok. 1712) z Buzówki h. Dęboróg i jego ariańskich potomków. 